# Liste des plus longs cours d'eau du Canada

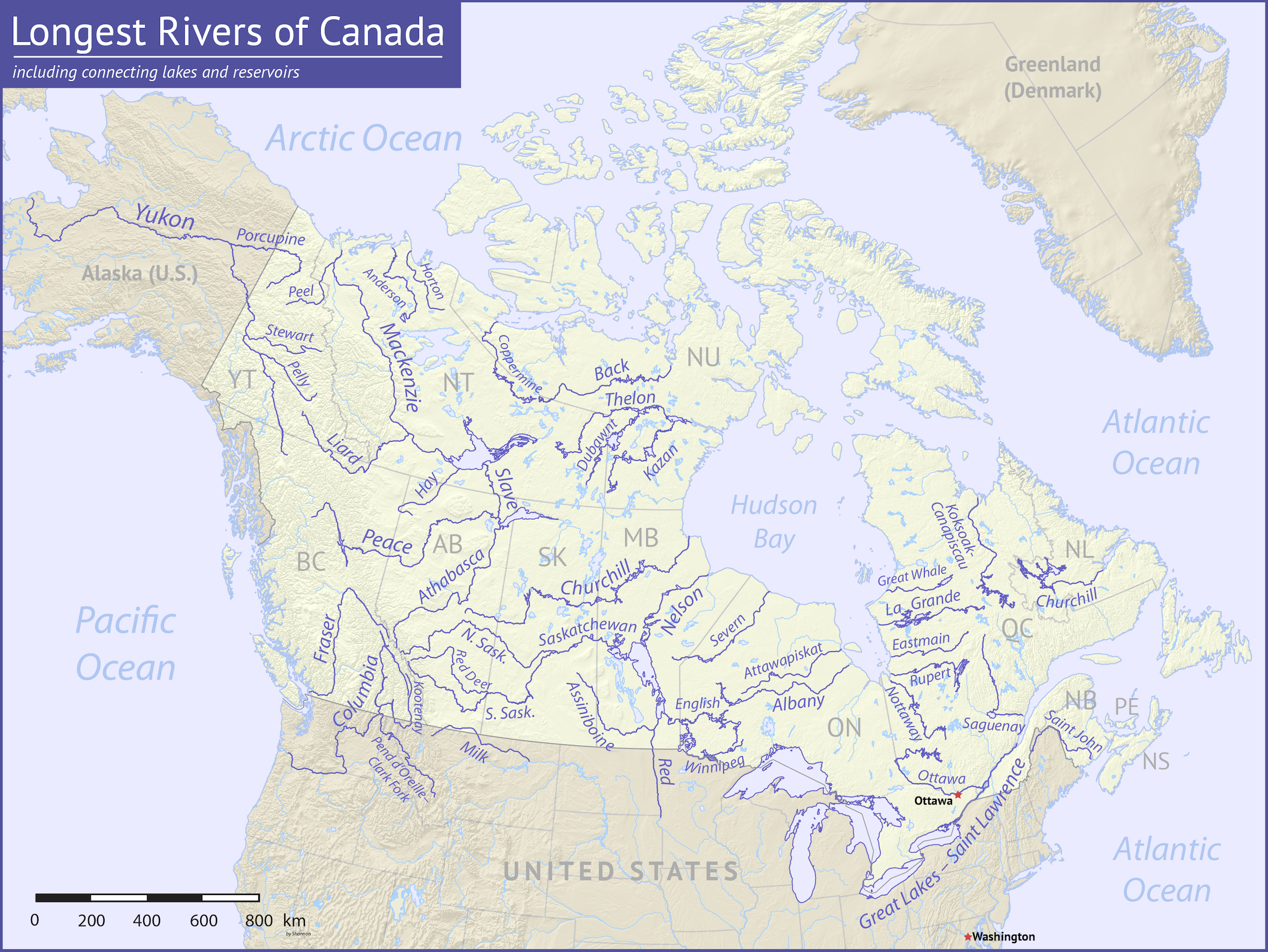
Cours d'eau de cette liste sur une carte du Canada.

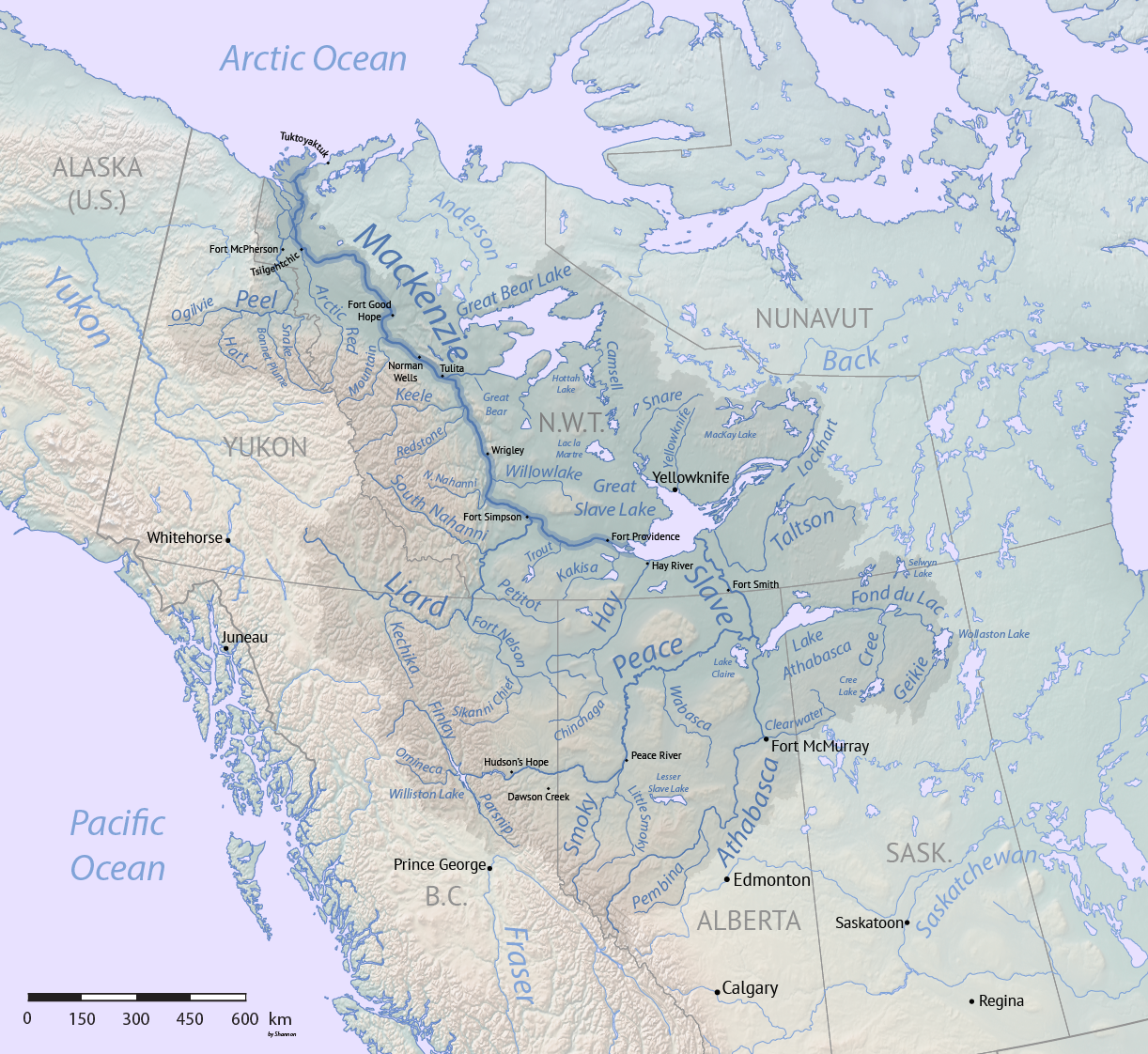
Le Fleuve Mackenzie est le plus long cours d'eau au Canada; son cours a été mesuré à partir de son embouchure avec la mer de Beaufort jusqu'à l'embouchure de la rivière Finlay, un important affluent en amont. Le segment principal, beaucoup plus court segment de la vallée du Mackenzie, est marquée en bleu foncé.

La liste des plus longs cours d'eau du Canada répertorie les plus longs rivières et fleuves situés totalement ou partiellement au Canada. Parmi ceux-ci, il existe 47 cours d'eau d'au moins 600 km (372,82 mi). Dans le cas de certains fleuves, tel le fleuve Colombia, la longueur figurant dans le tableau ci-dessous est uniquement le tronc principal. Dans d'autres cas, tel le fleuve Mackenzie, la longueur indiquée se réfère au tronc principal et à un ou plusieurs affluents en amont. Sont exclus de la liste des fleuves la rivière Dauphin, qui constitue un court lien entre les lacs Manitoba et Winnipeg, avec des troncs principaux de 100 km (62,14 mi) ou moins. Sont également exclus les cours d'eau, comme le Mississippi, dont le cours du tronc principal ne coule pas au Canada, même si certains de leurs affluents y coulent.
Dans cette liste, neuf rivières traversent les frontières internationales ou les délimitent. Quatre — Yukon, Columbia, Porcupine et Kootenay — commencent au Canada et coulent vers les États-Unis. Cinq —  Milk, Pend d'Oreille, Saint-Laurent, Rouge, et Saint-Jean — commencent aux États-Unis puis coulent au Canada.
Les rivières Milk et Kootenay traversent la frontière internationale, par deux fois; la Milk quitte puis rentre à nouveau aux États-Unis; la Kootenay quitte puis rentre à nouveau au Canada. Les bassins versants de ces neuf rivières s'étendent dans les deux pays; en outre, les bassins de drainage de six autres — Fraser, Assiniboine, Saskatchewan Sud, Saskatchewan, Nelson, et Winnipeg— étendent aux États-Unis, même si leur cours principal coule entièrement à l'intérieur du Canada.
Les données hydrologiques des sources consultées varient en termes de précision. Le biologiste et auteur Ruth Patrick, décrivant ce tableau des longs cours d'eau, souligne que les données sur la décharge, l'aire de drainage et la longueur varient largement entre les auteurs des ouvrages qu'elle a consultées : « Dans un tableau, comme celui-ci, il est plus sage est de considérer l'ordre général des cours d'eau, sans accorder trop d'importance aux différences mineures (10–20%) dans les chiffres ».

## Tableau
La principale source de données du tableau ci-dessous provient de L'Atlas du Canada ; les autres sources sont indiquées. La décharge se réfère au débit à l'embouchure, sauf mention contraire. Les États américains apparaissent en italique. Les abréviations sont les suivantes : « km » pour « kilomètre », « mi » pour « mille », « s » pour « seconde », « m » pour « mètre », et « ft » pour « pied ».
| † Le cours de la rivière n'est pas entièrement à l'intérieur du Canada. |
| ‡ Le bassin versant n'est pas entièrement à l'intérieur du Canada.      |

| #  | Nom                               | Embouchure                                                     | Longueur            | Source                                                             | Bassin hydrographique       | Débit                    | Provinces, État                                                 | Image |
| -- | --------------------------------- | -------------------------------------------------------------- | ------------------- | ------------------------------------------------------------------ | --------------------------- | ------------------------ | --------------------------------------------------------------- | --- |
| 1  | Fleuve Mackenzie                  | Mer de Beaufort 69° 21′ 59″ N, 133° 54′ 10″ O                  | 4 241 km 2 635 mi   | Lac Thutade 56° 44′ 00″ N, 127° 31′ 00″ O                          | 1 805 200 km2 697 000 mi2   | 9 700 m3/s 340 000 ft3/s | Territoires du Nord-Ouest                                       | Une rivière gelée traverse une plaine. De petits arbres poussent sur les rives ; de grandes montagnes, au loin. |
| 2  | Fleuve Yukon                      | Mer de Béring 62° 35′ 55″ N, 164° 48′ 00″ O                    | 3 185 km 1 979 mi † | Lac Teslin 59° 37′ 00″ N, 132° 09′ 00″ O                           | 839 200 km2 324 000 mi2 ‡   | 6 340 m3/s 224 000 ft3/s | Colombie-Britannique, Yukon, Alaska                             | Sunset over a large river flowing through mountains.                                                            |
| 3  | Fleuve Saint-Laurent              | Golfe du Saint-Laurent 49° 40′ 00″ N, 64° 30′ 00″ O            | 3 058 km 1 900 mi † | Lac Seven Beaver 47° 30′ 04″ N, 91° 49′ 51″ O                      | 1 344 200 km2 519 000 mi2 ‡ | 9 850 m3/s 348 000 ft3/s | Minnesota, Wisconsin, Ontario, Michigan, Ohio, New York, Québec | A large ship travels along a large river bordered by vegetation on one bank and urban development on the other. |
| 4  | Fleuve Nelson                     | Baie d'Hudson 57° 04′ 05″ N, 92° 30′ 08″ O                     | 2 575 km 1 600 mi   | Glacier Bow 51° 40′ 00″ N, 116° 27′ 00″ O                          | 892 300 km2 344 500 mi2 ‡   | 2 370 m3/s 84 000 ft3/s  | Manitoba                                                        | Native people sit in canoes along the shore of a very wide flat river.                                          |
| 5  | Rivière des Esclaves              | Grand lac des Esclaves 61° 18′ 00″ N, 113° 40′ 04″ O           | 2 338 km 1 453 mi   | Lac Thutade 56° 44′ 00″ N, 127° 31′ 00″ O                          | 616 400 km2 238 000 mi2     | 3 437 m3/s 121 400 ft3/s |                                                                 | White birds with wide orange beaks swim near a rocky ledge of a swift wide river.                               |
| 6  | Fleuve Colombia                   | Océan Pacifique 46° 14′ 39″ N, 124° 03′ 29″ O                  | 2 000 km 1 243 mi † | Lac Columbia 50° 09′ 53″ N, 115° 50′ 19″ O                         | 671 300 km2 259 200 mi2 ‡   | 7 730 m3/s 273 000 ft3/s | Colombie-Britannique, Washington, Oregon                        | A large river flows through a wooded gorge.                                                                     |
| 7  | Rivière Saskatchewan              | Lac Winnipeg 53° 11′ 20″ N, 99° 15′ 18″ O                      | 1 939 km 1 205 mi   | Glacier Bow 51° 40′ 00″ N, 116° 27′ 00″ O                          | 335 900 km2 129 700 mi2 ‡   | 700 m3/s 25 000 ft3/s    | Alberta, Saskatchewan, Manitoba                                 | A wide river flows under a bridge.                                                                              |
| 8  | Rivière de la Paix                | Rivière des Esclaves 59° 00′ 01″ N, 111° 24′ 47″ O             | 1 923 km 1 195 mi   | Lac Thutade 56° 44′ 00″ N, 127° 31′ 00″ O                          | 302 500 km2 116 800 mi2     | 2 118 m3/s 74 800 ft3/s  | Colombie-Britannique, Alberta                                   | Brilliant sunset over a wide river flowing through woods                                                        |
| 9  | Rivière Churchill (baie d'Hudson) | Baie d'Hudson 58° 47′ 45″ N, 94° 12′ 15″ O                     | 1 609 km 1 000 mi   | Lac Churchill 55° 49′ 02″ N, 108° 22′ 52″ O                        | 281 300 km2 108 600 mi2     | 1 200 m3/s 42 000 ft3/s  | Alberta, Saskatchewan, Manitoba                                 | A medium-sized river rushes through rapids in the woods.                                                        |
| 10 | Rivière Saskatchewan Sud          | Rivière Saskatchewan 53° 15′ 00″ N, 105° 05′ 02″ O             | 1 392 km 865 mi     | Glacier Bow 51° 40′ 00″ N, 116° 27′ 00″ O                          | 146 100 km2 56 400 mi2 ‡    | 280 m3/s 9 900 ft3/s     | Alberta, Saskatchewan                                           | The surface of a wide river approaching a city is almost completely frozen.                                     |
| 11 | Fleuve Fraser                     | Détroit de Géorgie 49° 07′ 00″ N, 123° 10′ 59″ O               | 1 375 km 850 mi     | Col Fraser 52° 32′ 01″ N, 118° 19′ 39″ O                           | 233 100 km2 90 000 mi2 ‡    | 3 540 m3/s 125 000 ft3/s | Colombie-Britannique                                            | Men in canoes descend wild rapids in a river canyon.                                                            |
| 12 | Rivière Saskatchewan Nord         | Rivière Saskatchewan 53° 15′ 00″ N, 105° 05′ 02″ O             | 1 287 km 800 mi     | Glacier Saskatchewan 52° 14′ 33″ N, 117° 09′ 05″ O                 | 122 800 km2 47 400 mi2      | 245 m3/s 8 700 ft3/s     | Alberta, Saskatchewan                                           | A wide river winds by a fenced overlook opposite a forest. The setting sun illuminates a partly cloudy sky.     |
| 13 | Rivière des Outaouais             | Fleuve Saint-Laurent 45° 33′ 59″ N, 74° 23′ 11″ O              | 1 271 km 790 mi     | Laurentides 47° 36′ 00″ N, 75° 43′ 40″ O                           | 146 300 km2 56 500 mi2      | 1 950 m3/s 69 000 ft3/s  | Québec, Ontario                                                 | A dock extends from the shore of an extremely wide river.                                                       |
| 14 | Rivière Athabasca                 | Lac Athabasca 58° 59′ 05″ N, 110° 51′ 23″ O                    | 1 231 km 765 mi     | Champ de glace Columbia 52° 11′ 14″ N, 117° 28′ 27″ O              | 95 300 km2 36 800 mi2       | 783 m3/s 27 700 ft3/s    | Alberta                                                         | A river flows by a cliff and through a snow-covered forest.                                                     |
| 15 | Rivière Liard                     | Fleuve Mackenzie 61° 50′ 55″ N, 121° 18′ 35″ O                 | 1 115 km 693 mi     | Chaîne de montagnes Saint-Cyr 61° 11′ 08″ N, 131° 45′ 36″ O        | 277 100 km2 107 000 mi2     | 2 446 m3/s 86 400 ft3/s  | Yukon, Colombie-Britannique, Territoires du Nord-Ouest          | A wide flat river flows along a rocky shore toward a mountain range in the far distance.                        |
| 16 | Rivière Assiniboine               | Rivière Rouge (Manitoba) 49° 53′ 09″ N, 97° 07′ 41″ O          | 1 070 km 660 mi     | près de Hazel Dell 52° 15′ 53″ N, 103° 08′ 48″ O                   | 182 000 km2 70 000 mi2 ‡    | 45 m3/s 1 600 ft3/s      | Saskatchewan, Manitoba                                          | A muddy river floods a wooded urban area with boat docks and riverside seating.                                 |
| 17 | Rivière Milk                      | Rivière Missouri                                               | 1 005 km 625 mi †   | Réserve indienne des Pieds-Noirs 48° 51′ 20″ N, 113° 01′ 10″ O     | 61 200 km2 23 600 mi2 ‡     | 18,9 m3/s 670 ft3/s      | Alberta, Montana                                                | A small river winds through a rocky, grass-covered plateau. Hills rise in the distance.                         |
| 18 | Rivière Albany                    | Baie James 52° 17′ 00″ N, 81° 30′ 59″ O                        | 982 km 610 mi       | Lac Saint-Joseph 51° 45′ 00″ N, 91° 53′ 00″ O                      | 135 200 km2 52 200 mi2      | 251 m3/s 8 900 ft3/s     | Ontario                                                         | Large trucks, widely spaced, travel single-file across a frozen river.                                          |
| 19 | Rivière Severn (baie d'Hudson)    | Baie d'Hudson 56° 03′ 22″ N, 87° 34′ 36″ O                     | 982 km 610 mi       | Lac Deer 52° 37′ 00″ N, 94° 40′ 00″ O                              | 102 800 km2 39,700 mi2      | 645 m3/s 22 800 ft3/s    | Ontario                                                         | |
| 20 | Rivière Back (Nunavut)            | Baie de Chantrey (Océan Arctique) 67° 16′ 00″ N, 95° 15′ 00″ O | 974 km 605 mi       | près du lac Aylmer 64° 25′ 00″ N, 108° 27′ 00″ O                   | 106 500 km2 41 120 mi2      | 612 m3/s 21 600 ft3/s    | Territoires du Nord-Ouest, Nunavut                              | |
| 21 | Rivière Thelon                    | Lac Baker 64° 16′ 30″ N, 96° 04′ 35″ O                         | 904 km 562 mi       | Lac du Lynx 62° 20′ 36″ N, 106° 02′ 18″ O                          | 142 400 km2 55 000 mi2      | 840 m3/s 30 000 ft3/s    | Territoires du Nord-Ouest, Nunavut                              | A wide river flows slowly through a forest of short, widely spaced evergreen trees.                             |
| 22 | La Grande Rivière                 | Baie James 53° 50′ 03″ N, 79° 03′ 20″ O                        | 893 km 555 mi       | Lac Nichicun 53° 12′ 30″ N, 70° 56′ 00″ O                          | 97 600 km2 37 700 mi2       | 1 690 m3/s 60 000 ft3/s  | Québec                                                          | Sunset over a river winding through thick evergreen forests.                                                    |
| 23 | Rivière Rouge (Manitoba)          | Lac Winnipeg 50° 23′ 47″ N, 96° 48′ 39″ O                      | 890 km 545 mi †     | Wahpeton 46° 15′ 52″ N, 96° 35′ 55″ O                              | 287 500 km2 111 000 mi2 ‡   | 236 m3/s 8 300 ft3/s     | North Dakota, Minnesota, Manitoba                               | A small river flows through a prairie landscape; brown grasses and leafless trees line the banks.               |
| 24 | Rivière Koksoak                   | Baie d'Ungava 58° 32′ 11″ N, 68° 09′ 29″ O                     | 874 km 543 mi       | Lac Sevestre 52° 32′ 23″ N, 68° 01′ 15″ O                          | 133 400 km2 51 500 mi2      | 2 800 m3/s 99 000 ft3/s  | Québec                                                          | |
| 25 | Fleuve Churchill                  | Océan Atlantique 53° 20′ 58″ N, 60° 10′ 39″ O                  | 856 km 532 mi       | Lac Ashuanipi 52° 59′ 20″ N, 66° 14′ 28″ O                         | 79 800 km2 30 800 mi2       | 1 580 m3/s 56 000 ft3/s  | Labrador                                                        | |
| 26 | Rivière Coppermine                | Golfe Coronation 67° 49′ 09″ N, 115° 03′ 50″ O                 | 845 km 525 mi       | Lac de Gras 64° 35′ 02″ N, 111° 11′ 24″ O                          | 50 800 km2 19 600 mi2       | 262 m3/s 9 300 ft3/s     | Territoires du Nord-Ouest, Nunavut                              | Canoes and tents rest on a sandy spit along a river.                                                            |
| 27 | Rivière Dubawnt                   | Rivière Thelon 64° 32′ 59″ N, 100° 06′ 00″ O                   | 842 km 523 mi       | Lac Abitau 60° 21′ 00″ N, 107° 09′ 00″ O                           | 57 500 km2 22 200 mi2       | 366 m3/s 12 900 ft3/s    | Territoires du Nord-Ouest, Nunavut                              | |
| 28 | Rivière Winnipeg                  | Lac Winnipeg 50° 37′ 54″ N, 96° 19′ 13″ O                      | 813 km 505 mi       | Lac Trap 49° 12′ 42″ N, 90° 26′ 58″ O                              | 135 800 km2} 52 400 mi2 ‡   | 850 m3/s 30 000 ft3/s    | Ontario, Manitoba                                               | Men in canoes approach a tent encampment along a wide river.                                                    |
| 29 | Rivière Kootenay                  | Fleuve Columbia 49° 19′ 00″ N, 117° 39′ 00″ O                  | 780 km 485 mi †     | Col Beaverfoot 51° 03′ 21″ N, 116° 21′ 55″ O                       | 50 300 km2 19 400 mi2 ‡     | 850 m3/s 30 000 ft3/s    | Colombie-Britannique, Montana, Idaho                            | A river flows through forested hills.                                                                           |
| 30 | Rivière Nottaway                  | Baie de Rupert 51° 22′ 33″ N, 78° 55′ 45″ O                    | 776 km 482 mi       | Lac Matagami 48° 07′ 00″ N, 75° 38′ 00″ O                          | 65 800 km2 25 400 mi2       | 1 190 m3/s 42 000 ft3/s  | Québec                                                          | |
| 31 | Rivière Rupert                    | Baie de Rupert 51° 29′ 35″ N, 78° 45′ 01″ O                    | 763 km 474 mi       | nord du Lac Mistassini 52° 13′ 11″ N, 71° 32′ 19″ O                | 43 400 km2 16 800 mi2       | 900 m3/s 32 000 ft3/s    | Québec                                                          | A medium-sized river plunges down rapids surrounded by forests.                                                 |
| 32 | Rivière Eastmain                  | Baie James 52° 14′ 30″ N, 78° 33′ 38″ O                        | 756 km 470 mi       | Lac Bréhat 52° 31′ 30″ N, 70° 52′ 00″ O                            | 46 400 km2 17 900 mi2       | 930 m3/s 33 000 ft3/s    | Québec                                                          | A frozen river winds through a snowy forest.                                                                    |
| 33 | Fleuve Attawapiskat               | Baie James 52° 57′ 12″ N, 82° 17′ 43″ O                        | 748 km 465 mi       | Lac Attawapiskat 52° 10′ 00″ N, 87° 37′ 00″ O                      | 50 500 km2 19 500 mi2       | 263 m3/s 9 300 ft3/s     | Ontario                                                         | |
| 34 | Rivière Kazan                     | Rivière Thelon 64° 02′ 30″ N, 95° 29′ 04″ O                    | 732 km 455 mi       | Lac Ennadai 60° 55′ 00″ N, 101° 20′ 00″ O                          | 71 500 km2 27 600 mi2       | 540 m3/s 19 000 ft3/s    | Nunavut                                                         | |
| 35 | Rivière Red Deer                  | Rivière Saskatchewan Sud 50° 58′ 05″ N, 110° 00′ 00″ O         | 724 km 450 mi       | Col Sawback 51° 32′ 19″ N, 116° 02′ 46″ O                          | 45 100 km2 17 400 mi2       | 70 m3/s 2 500 ft3/s      | Alberta                                                         | A suspension bridge crosses a wide river.                                                                       |
| 36 | Grande rivière de la Baleine      | Baie d'Hudson 55° 15′ 58″ N, 77° 47′ 04″ O                     | 724 km 450 mi       | Lac Saint-Lusson 54° 49′ 30″ N, 70° 32′ 17″ O                      | 42 700 km2 16 500 mi2       | 680 m3/s 24 000 ft3/s    | Québec                                                          | |
| 37 | Rivière Porcupine                 | Fleuve Yukon 66° 35′ 42″ N, 145° 18′ 32″ O                     | 721 km 448 mi †     | Monts Ogilvie 66° 32′ 10″ N, 138° 22′ 16″ O                        | 117 900 km2 45 500 mi2 ‡    | 414 m3/s 14 600 ft3/s    | Yukon, Alaska                                                   | A wide river curves by a rocky shore and across a flat plain.                                                   |
| 38 | Rivière Pend Oreille              | Fleuve Columbia 48° 59′ 59″ N, 117° 37′ 00″ O                  | 703 km 437 mi †     | Lac Pend Oreille 48° 14′ 20″ N, 116° 36′ 25″ O                     | 66 900 km2 25 800 mi2 ‡     | 820 m3/s 29 000 ft3/s    | Idaho, Washington (État), Colombie-Britannique                  | A two-part dam, connected in the middle by an island, blocks a large river downstream of a railroad bridge.     |
| 39 | Rivière Hay                       | Grand lac des Esclaves 60° 51′ 50″ N, 115° 44′ 04″ O           | 702 km 436 mi       | près du Lac Zama 58° 14′ 14″ N, 118° 51′ 34″ O                     | 48 200 km2 18 600 mi2       | 113 m3/s 4 000 ft3/s     | Alberta, Territoires du Nord-Ouest                              | A medium-sized river flows in bright sunlight through a forest.                                                 |
| 40 | Rivière Saguenay                  | Fleuve Saint-Laurent 48° 07′ 59″ N, 69° 43′ 59″ O              | 698 km 434 mi       | près des Monts Otish 52° 16′ 17″ N, 70° 48′ 38″ O                  | 88 000 km2 34 000 mi2       | 1 750 m3/s 62 000 ft3/s  | Québec                                                          | A very wide river flows between low lines of hills.                                                             |
| 41 | Rivière Anderson                  | Mer de Beaufort 69° 43′ 00″ N, 129° 00′ 09″ O                  | 692 km 430 mi       | au nord-ouest du Grand lac de l'Ours 66° 57′ 00″ N, 124° 36′ 00″ O |                             | 142 m3/s 5 000 ft3/s     | Territoires du Nord-Ouest                                       | |
| 42 | Rivière Peel                      | Fleuve Mackenzie 67° 41′ 49″ N, 134° 31′ 58″ O                 | 684 km 425 mi       | Lac Gill 65° 19′ 00″ N, 139° 49′ 00″ O                             | 73 600 km2 28 400 mi2       | 103 m3/s 3 600 ft3/s     | Yukon, Territoires du Nord-Ouest                                | |
| 43 | Fleuve Saint-Jean                 | Baie de Fundy 45° 16′ 00″ N, 66° 04′ 00″ O                     | 673 km 418 mi †     | Comté de Somerset 46° 33′ 47″ N, 69° 53′ 05″ O                     | 55 200 km2 21 300 mi2 ‡     | 1 130 m3/s 40 000 ft3/s  | Maine, Nouveau-Brunswick                                        | A flooding river has inundated roads, trees, and an elegant building.                                           |
| 44 | Rivière Stewart                   | Fleuve Yukon 63° 17′ 30″ N, 139° 24′ 42″ O                     | 644 km 400 mi       | Monts Selwyn 64° 06′ 35″ N, 131° 42′ 25″ O                         | 51 000 km2 20 000 mi2       | 675 m3/s 23 800 ft3/s    | Yukon                                                           | Une rivière large coule à travers les collines. Un panneau au premier plan indique "Stewart River".             |
| 45 | Rivière Horton                    | Baie Franklin 69° 56′ 00″ N, 126° 48′ 09″ O                    | 618 km 384 mi       | région de Kitikmeot 67° 51′ 00″ N, 120° 33′ 00″ O                  | 26 680 km2 10 300 mi2       |                          | Nunavut, Territoires du Nord-Ouest                              | A big river winds across a plain near a bluff.                                                                  |
| 46 | Rivière English (Ontario)         | Rivière Winnipeg 50° 12′ 04″ N, 95° 00′ 12″ O                  | 615 km 382 mi       | près du Lac Marmion 49° 06′ 00″ N, 91° 16′ 00″ O                   | 52 300 km2 20 200 mi2       |                          | Ontario                                                         | |
| 47 | Rivière Pelly                     | Fleuve Yukon 62° 46′ 46″ N, 137° 20′ 13″ O                     | 608 km 378 mi       | Monts Mackenzie 62° 49′ 00″ N, 129° 53′ 00″ O                      | 51 000 km2 20 000 mi2       | 410 m3/s 14 000 ft3/s    | Yukon                                                           | A wide river winds through a forest and by a town.                                                              |